# Sukalaksana (Karangtengah)
Sukalaksana is een bestuurslaag in het regentschap Garut van de provincie West-Java, Indonesië. Sukalaksana telt 4732 inwoners (volkstelling 2010).